# IBAN-Diskriminierung
Unter IBAN-Diskriminierung (vereinzelt auch „SEPA-Diskriminierung“) versteht man, dass ein Gläubiger oder Schuldner eine Internationale Bankkontonummer (IBAN) aus einem anderen Land im SEPA-Raum nicht akzeptiert.

## Einheitlicher Europäischer Zahlungsraum
Traditionell bestanden in Europa verschiedenartige innerstaatliche Lastschriftverfahren und Geschäftsmodelle für Banküberweisungen, die nicht vereinheitlicht waren. Grenzüberschreitende Finanztransaktionen erforderten in der Regel eine aufwendige manuelle Bearbeitung, deren Kosten die beteiligten Banken an ihre Kunden weitergaben. Die Verordnung (EG) 924/2009 legte im einheitlichen Euro-Zahlungsverkehrsraum (Single Euro Payments Area, kurz: SEPA) einheitliche Bearbeitungsverfahren und Höchstsätze der Interbankenentgelte für Auslandsüberweisungen fest.

## Verbot der IBAN-Diskriminierung in der EU
In Artikel 9 der Verordnung (EU) 260/2012 zur Festlegung der technischen Vorschriften und der Geschäftsanforderungen für Überweisungen und Lastschriften in Euro heißt es:
Bei Überweisungen und Lastschriften ist mithin auf beiden Seiten jedes erreichbare Zahlungskonto innerhalb der Union benutzbar, unabhängig davon, in welchem Mitgliedstaat es geführt wird. Dieses Gebot ist jedoch nicht sanktionsbewehrt, bei Zuwiderhandlung droht also kein Bußgeld.

## Erscheinungsformen der IBAN-Diskriminierung
Es gibt in der Praxis verschiedene Formen der IBAN-Diskriminierung, so z. B. wenn in Papierformularen bereits der Ländercode der IBAN vorgedruckt ist. In anderen Fällen wird softwareseitig die Eingabe einer bestimmten IBAN erzwungen, die z. B. eine vorgeschriebene Länge haben muss. Historisch kam es auch vor, dass Unternehmen nach wie vor auf die herkömmliche Bankleitzahl/BC-Nummer und die Kontonummer bestanden und die Umrechnung in eine IBAN dann selbst vornehmen, was die Angabe einer ausländischen IBAN praktisch unmöglich macht. Es kommt auch vor, dass Allgemeine Geschäftsbedingungen Bankkonten im Ausland ausschließen. Bezugnehmend auf die EU ist gemäß Urteil des Europäischen Gerichtshofes schon allein die Vorgabe, dass ein Kunde seinen Wohnsitz in einem bestimmten Mitgliedstaat haben muss, gleichbedeutend mit der Vorgabe, in welchem Mitgliedstaat ein Zahlungskonto zu führen ist und damit ein Verstoß gegen EU-Recht.

## Situation in einzelnen Ländern

### Deutschland
In den vergangenen Jahren haben sich Beschwerden über eine bestehende IBAN-Diskriminierungspraxis gehäuft. Neben den zuständigen Stellen nach dem Unterlassungsklagengesetz wurde deswegen im Jahr 2017 eine neue Beschwerdestelle bei der Wettbewerbszentrale eingerichtet, die Verbrauchern im Falle von IBAN-Diskriminierungen helfen kann. Diese Beschwerdestelle meldete unter anderem, dass bei der Überprüfung von Versicherungsgesellschaften in neun von dreißig Fällen IBAN-Diskriminierungen festgestellt wurden.

### Frankreich
In Frankreich bezahlen Verbraucher traditionell mit Schecks, sodass Lastschriften und Überweisungen bisher nicht sehr verbreitet sind. Sofern französische Unternehmen Lastschriften von Kundenkonten vornehmen, bestehen sie häufig auf einer französischen Bankverbindung, oft mit der Begründung, Betrug, Geldwäsche oder Steuerhinterziehung vorbeugen zu wollen.

### Luxemburg
Die luxemburgische Zentralbank hat 2015 in einem Kommuniqué auf die Problematik der IBAN-Diskriminierung hingewiesen. Auch die Presse hat dieses Problem wiederholt beschrieben.

### Niederlande
In den Niederlanden wird davon berichtet, dass Unternehmen aus Unkenntnis oder Ignoranz ausländische Bankkonten ablehnten.